# Piazza Grande (Modène)
Piazza Grande (« la Grande Place ») est une esplanade construite à Modène au XIIe siècle devant l’entrée de la cathédrale de Modène en Italie dans le quartier historique de la ville. Malgré son nom, la place n’est en fait pas très grande mais elle fut appelée ainsi au Moyen Âge, alors que les places étaient beaucoup plus petites. Elle figure sur la liste du patrimoine mondial de l’UNESCO depuis 1997, avec la cathédrale et son campanile, la Torre Ghirlandina.

## Description des lieux
La place est entourée du  Palazzo comunale  (l’hôtel de ville) du XVIIe siècle, lequel, au Moyen Âge, possédait plusieurs tours qui ont été détruites par un tremblement de terre en 1501. Sur la partie ouest de la place, se trouve la façade arrière de l’Arcivescovado (L'Archevêché) et au Sud, un bâtiment moderne occupé par une banque. Ce dernier bâtiment est venu remplacer l’ancien tribunal du XIXe siècle qui se trouvait à cet emplacement. L’architecte Gio Ponti a tenté d’unifier ce bâtiment avec les bâtiments plus anciens de l'esplanade. 
Au nord-est de la place, près de l’hôtel de ville, on trouve la « Preda Ringadora », une pièce de marbre rectangulaire de trois mètres de longueur qui appartenait à un bâtiment romain. Cette pierre était utilisée comme une estrade au Moyen Âge pour les orateurs mais également comme le lieu où la sentence des condamnés était exécutée. 
Dans une niche de l’hôtel de ville, on peut voir une petite statue du XIIe siècle appelée « Bonissima ». On dit qu’il s’agit de la représentation d’une femme noble appelé Bona qui s’est distinguée par sa générosité envers les pauvres. La statue est populaire à Modène. On dit d’une personne qui s’intéresse à tout, y compris aux affaires qui ne la concernent pas, qu’elle est comme « Bonissima », la statue qui domine toute la place et peut entendre toutes les bavardages qui s’y déroulent.
La place est le lieu de toutes les célébrations, le point de départ et d’arrivée des courses et des carnavals.

## Sources
- (it) Cet article est partiellement ou en totalité issu de l’article de Wikipédia en italien intitulé « Piazza Grande (Modena) » (voir la liste des auteurs).